# خلوم (ناحیه ستراکونیتسه)
خلوم (به چکی: Chlum) یک منطقهٔ مسکونی در جمهوری چک است که در ناحیه ستراکونیتسه واقع شده‌است. خلوم ۶٫۲ کیلومتر مربع مساحت و ۱۷۶ نفر جمعیت دارد و ۴۷۳ متر بالاتر از سطح دریا واقع شده‌است.